# Johannes Schöllhorn
Johannes Schöllhorn (Murnau am Staffelsee, 30 juin 1962) est un compositeur contemporain allemand.

## Biographie
Schöllhorn grandit à Marktoberdorf. Il étudie la composition avec Klaus Huber, Emmanuel Nunes et Mathias Spahlinger (de) et la théorie de la musique avec Peter Förtig (en) à la Hochschule für Musik de Fribourg. Il participe également à la classe de direction d'orchestre de Péter Eötvös,,.
De 1995 à 2000, il enseigne à l'Université des Arts de Zurich et de 2001 à 2009 il est professeur de composition à la Hochschule für Musik de Hanovre. Depuis 2009, il est professeur à la Hochschule für Musik de Cologne,,.

## Prix
- 1997 : Comité de lecture de l'Ensemble intercontemporain[1],[2].
- 2009 : Praetorius Musikpreis (de)[1],[2].